# Висока-над-Кисуцоу
Висока́-над-Кисуцоу (словац. Vysoká nad Kysucou) — село в окрузі Чадця Жилінського краю Словаччини. Станом на січень 2017 року в селі проживало 2757 людей.

## Населення
| Рік:            | 1994. | 2004.   | 2014.   | 2024.    |
| --------------- | ----- | ------- | ------- | -------- |
| Кількість осіб: | 3152  | 2984    | 2709    | 2437     |
| Різниця:        |       | -5,32 % | -9,21 % | -10,04 % |

| Рік:            | 2023. | 2024.   |
| --------------- | ----- | ------- |
| Кількість осіб: | 2487  | 2437    |
| Різниця:        |       | -2,01 % |